# Lijst van gouverneurs van Malmöhus län
Dit is een lijst van gouverneurs van de voormalige provincie Malmöhus län in Zweden, in de periode 1719 tot 1996. Malmöhus län en Kristianstads län gingen in 1997 samen verder als Skåne län. 
- Carl Gustaf Hård 1719–1727
- Johan Cronman 1727–1737
- Wilhelm Bennet 1737–1740
- Carl Georg Siöblad 1740–1754
- Georg Bogislaus Staël von Holstein 1754–1763
- Carl Adlerfelt 1764–1769
- Johan Cronhielm 1769–1772
- Reinhold Johan von Lingen 1772
- Bengt Gustaf Frölich 1772–1776
- Tage Thott 1776–1794
- Gustaf von Rosen 1794–1812
- Wilhelm af Klinteberg 1812–1829
- Jean Albrecht Berg von Linde 1829–1831
- Magnus Stackelberg 1831–1833
- Fredrik Posse 1834–1851
- Samuel von Troil 1851–1874
- Axel Adlercreutz 1874–1880
- Gotthard Wachtmeister 1880–1892
- Robert Dickson 1892–1902
- Gustaf Tornérhjelm 1902–1909
- Robert de la Gardie 1909–1925
- Fredrik Ramel 1925–1938
- Arthur Thomson 1939–1951
- Allan Vougt 1951–1953
- Gustav Adolf Widell 1953–1961
- Gösta Netzén 1961–1973
- Nils Hörjel 1973–1984
- Bertil Göransson 1984–1993
- Ann-Cathrine Haglund 1993–1996